# Gesonia stictigramma
Gesonia stictigramma är en fjärilsart som beskrevs av George Francis Hampson 1926. Gesonia stictigramma ingår i släktet Gesonia och familjen nattflyn. Inga underarter finns listade i Catalogue of Life.